# Volyn Loetsk

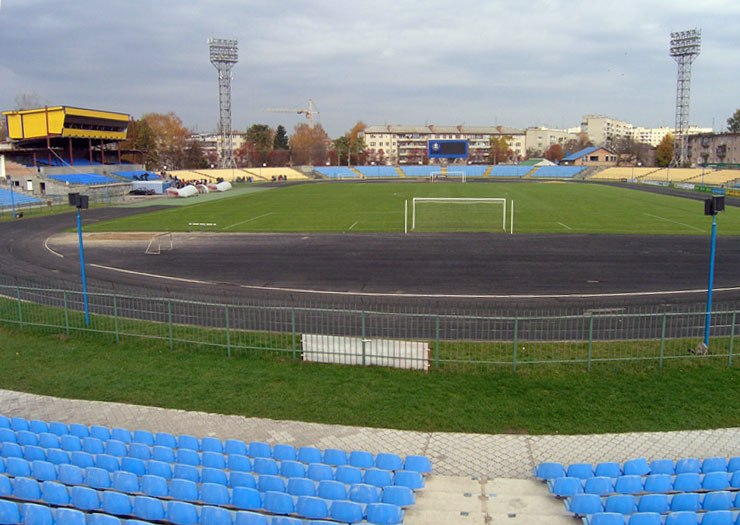
Het Avangard stadion

FK Volyn Loetsk (Oekraïens: Фк «Волинь» Луцьк) is een Oekraïense voetbalclub uit de stad Loetsk. De club werd in 1960 opgericht.
Na de onafhankelijkheid van Oekraïne was de club medeoprichter van de hoogste klasse in 1992. Na enkele seizoenen in de middenmoot degradeerde de club in 1996. Na een goede start in de Persja Liha (2de klasse), 4de plaats, zakte de club de volgende seizoenen weg in de middenmoot. In 2002 werd Volyn dan kampioen en promoveerde terug naar de hoogste klasse en werd het volgende seizoen knap 6de. In 2004 ontsnapte de club net aan de degradatie, maar herstelde zich goed in 2005 met een 8ste plaats. 2006 was erg spannend, Volyn eindigde gedeeld op de voorlaatste plaats met Kryvbas Kryvy Rih en FK Charkov, maar door een slecht doelsaldo moest Volyn degraderen. In 2010 promoveerde de club weer. Vanaf 2012 raakte de club in de financiële problemen en kreeg in het seizoen 2013/14 drie punten in mindering, in het seizoen 2014/15 negen en in het seizoen 2015/16 achttien. Na afloop van het seizoen werd de licentie ingetrokken maar uiteindelijk kon Volyn wel verder. In het seizoen 2016/17 kreeg de club zes punten in mindering en degradeerde. 

## Naamsveranderingen
- 1960 : Opgericht als Volyn Loetsk
- 1968 : Torpedo Loetsk
- 1972 : SK Loetsk
- 1977 : Torpedo Loetsk
- 1989 : Volyn Loetsk